# (3569) Kumon
(3569) Kumon (1938 DN1) – planetoida z pasa głównego asteroid okrążająca Słońce w ciągu 4,17 lat w średniej odległości 2,59 j.a. Odkrył ją Karl Wilhelm Reinmuth 20 lutego 1938 roku.